# 蓬波伊
蓬波伊（Pompoï）為位在布吉納法索南方的城鎮，由布克萊迪穆翁大區巴雷省蓬波伊縣管轄。該城鎮為蓬波伊縣的首府。1996年人口普查中該城鎮人口有2,710人。

## 外部連結
- Satellite map at Maplandia.com （页面存档备份，存于）